# Antonio Arias Mujica
Antonio Arias Mujica (9 d'octubre de 1944) és un exfutbolista xilè.

## Selecció de Xile
Va formar part de l'equip xilè a la Copa del Món de 1974.